# Podgajew (województwo łódzkie)
Podgajew – wieś w Polsce, położona w województwie łódzkim, w powiecie kutnowskim, w gminie Oporów.
| SIMC    | Nazwa | Rodzaj    |
| ------- | ----- | --------- |
| 0572535 | Gajew | część wsi |

W latach 1975–1998 wieś administracyjnie należała do województwa płockiego.